# Otto von Dessien
Gustav Otto Hermann Wilhelmowitsch von Dessien (russisch Оттон Вильгельмович Фон Дессин; * 22. Julijul. / 3. August 1863greg. in Reval; † 16. November 1918) war ein deutschbaltisch-russischer Architekt.

## Leben
Dessiens Eltern waren der Zollbeamte Wilhelm Hermann von Dessien und Anna Emilie Caroline geborene Hippius. Sein Großvater war der Maler Gustav Adolf Hippius. Er besuchte das Kaiserliche Lyceum zu Riga mit Abschluss 1883. Das anschließende Studium in der Architektur-Abteilung des Polytechnikums zu Riga schloss er 1891 als Ingenieur-Architekt mit Auszeichnung ab. Es folgten Studienaufenthalte in Deutschland und Österreich-Ungarn.
1902 baute Diessen ein Bürogebäude und ein Magazin für die A.-Katyk-Tabakfabrik und 1903 ein Laboratoriumsgebäude für die W.-K.-Ferrein-Arzneimittelfabrik. Von 1903 bis 1905 arbeitete Dessien als Architekt der Moskauer Versicherungsgesellschaft Rossija und bewertete zu versichernde Gebäude. Auch war er zusammen mit Wiktor Welitschkin und Nikolai Proskurnin am Bau des Mietshauskomplexes der Rossija-Versicherung am Sretenski bulwar 6 in Moskau beteiligt, bei dem er die Schmiedeeisen-Einfriedigung erstellte. Von 1903 bis 1914 baute er für die Moskauer deutsch-protestantische Gemeinde das evangelisch-lutherische Krankenhaus für evangelisch-lutherische Arme. Gleichzeitig war er Architekt des Moskauer Elisabeth-Instituts für Töchter der Höheren Stände. 1904 baute er in Omsk die Moskauer Handelshausreihe (Uliza Lenina).
Ab 1905 arbeitete Dessien als Architekt des Amtes für die Wohltätigkeitseinrichtungen der Kaiserin Maria Fjodorowna. 1905 baute er für die Versicherungsgesellschaft Jakor ein Mietshaus (Uliza Petrowka 15, Gebäude 5). Dem 1902–1903 von Adolf Wilhelm Erichson gebauten zentralen Moskauer Telefonamt der Dänisch-Schwedisch-Russischen Telefongesellschaft fügte Dessien 1907–1908 das 76 m hohe Hauptgebäude mit Stahlbetongerippe hinzu. 1911 baute er für die Jakor-Versicherung weitere Mietshäuser (Potapowski pereulok 5, Gebäude 4, 5, 7, 8, 12). 1911–1914 baute er zusammen mit Nikolai Eichenwald das Gebäude für die Moskauer Pädagogik-Kurse für Frauen (Malaja Pirogowskaja uliza 29/7). 1912–1913 folgten die Evangelisch-Lutherische Peter-und-Paul-Jungenschule an der Moskauer Kathedrale St. Peter und Paul und das zugehörige Lehrerwohnhaus. 1913 baute er zusammen mit Sergei Solowjow und Ilja Golossow das Auditoriumsgebäude für die Moskauer Pädagogik-Kurse für Frauen (Malaja Pirogowskaja uliza 1).

## Werke

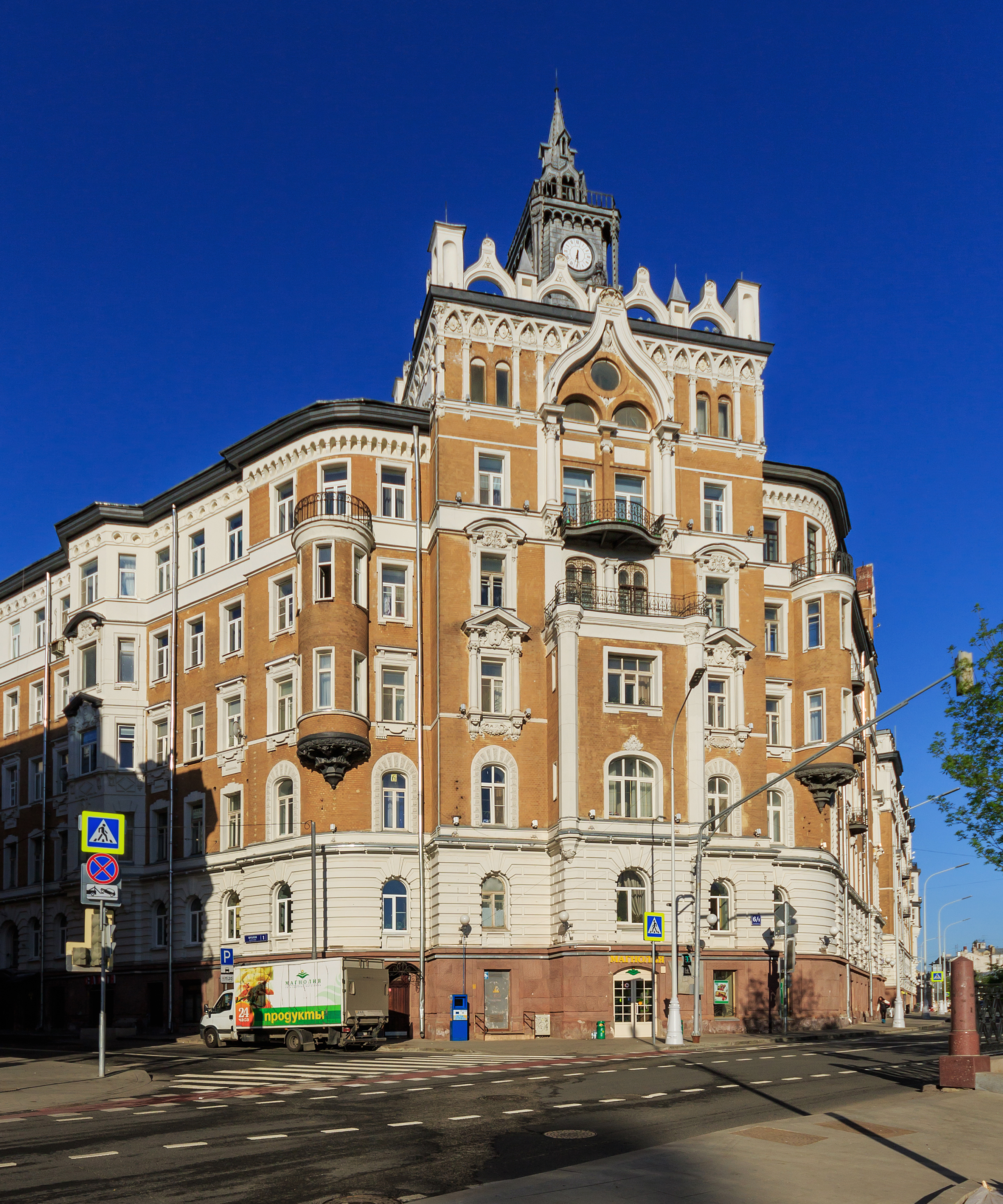
Rossija-Mietshaus, Sretenski bulwar 6, Moskau
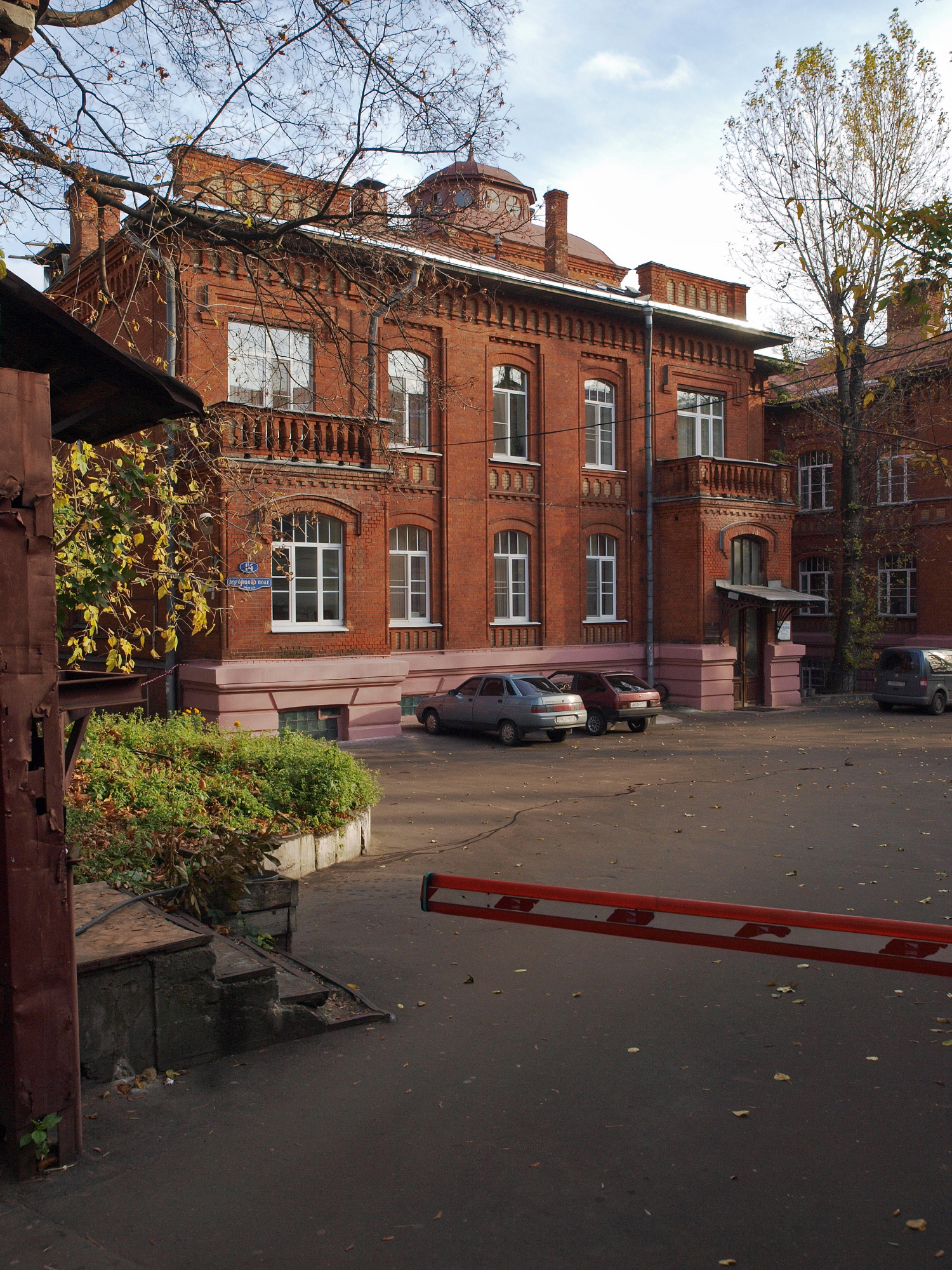
Evangelisch-lutherisches Krankenhaus, Uliza Woronzowo Pole 14 – Pereulok Obucha 5, Moskau
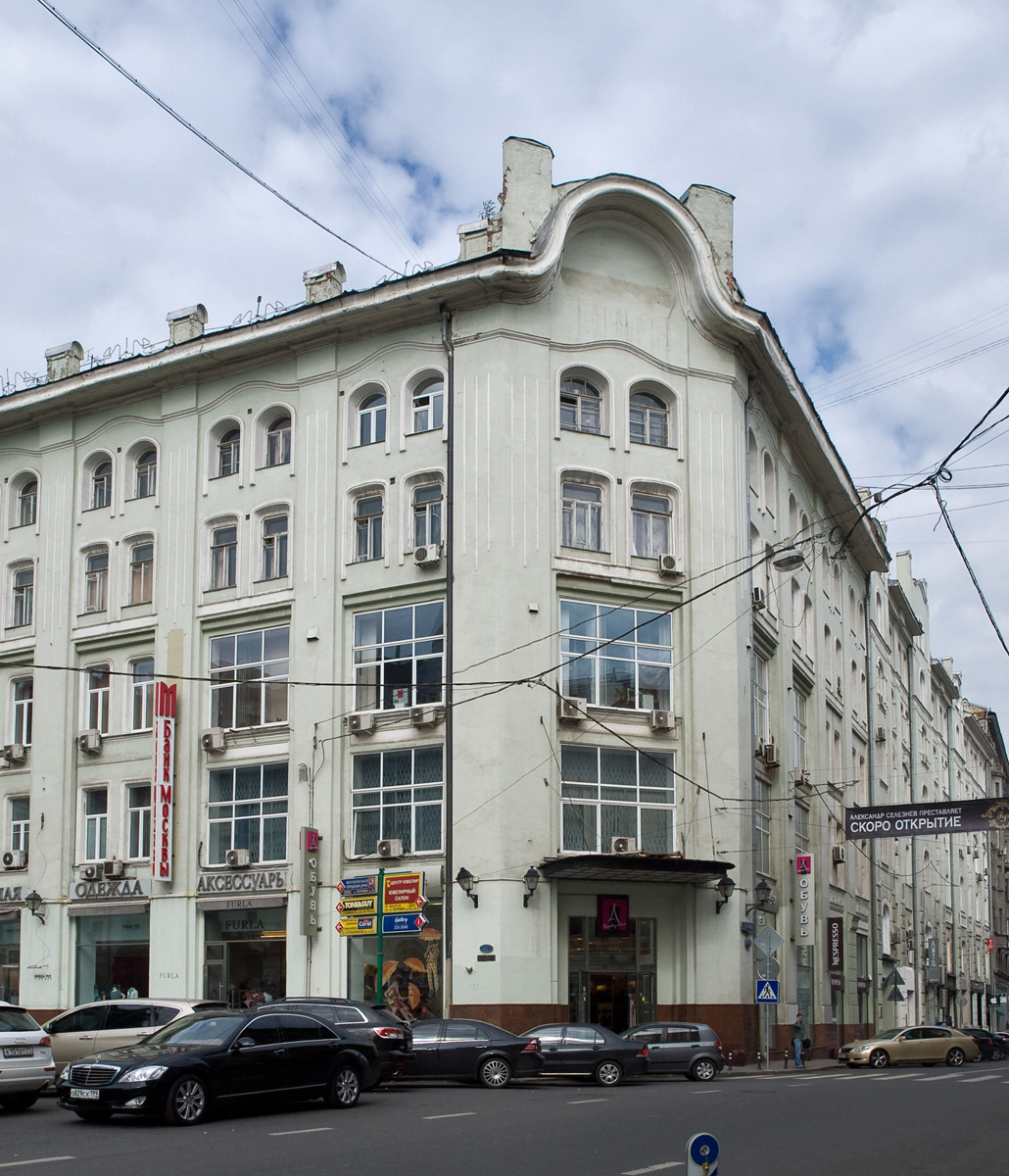
Jakor-Mietshaus, Stoleschnikow pereulok 13/15 – Uliza Petrowka 15, Gebäude 5, Moskau
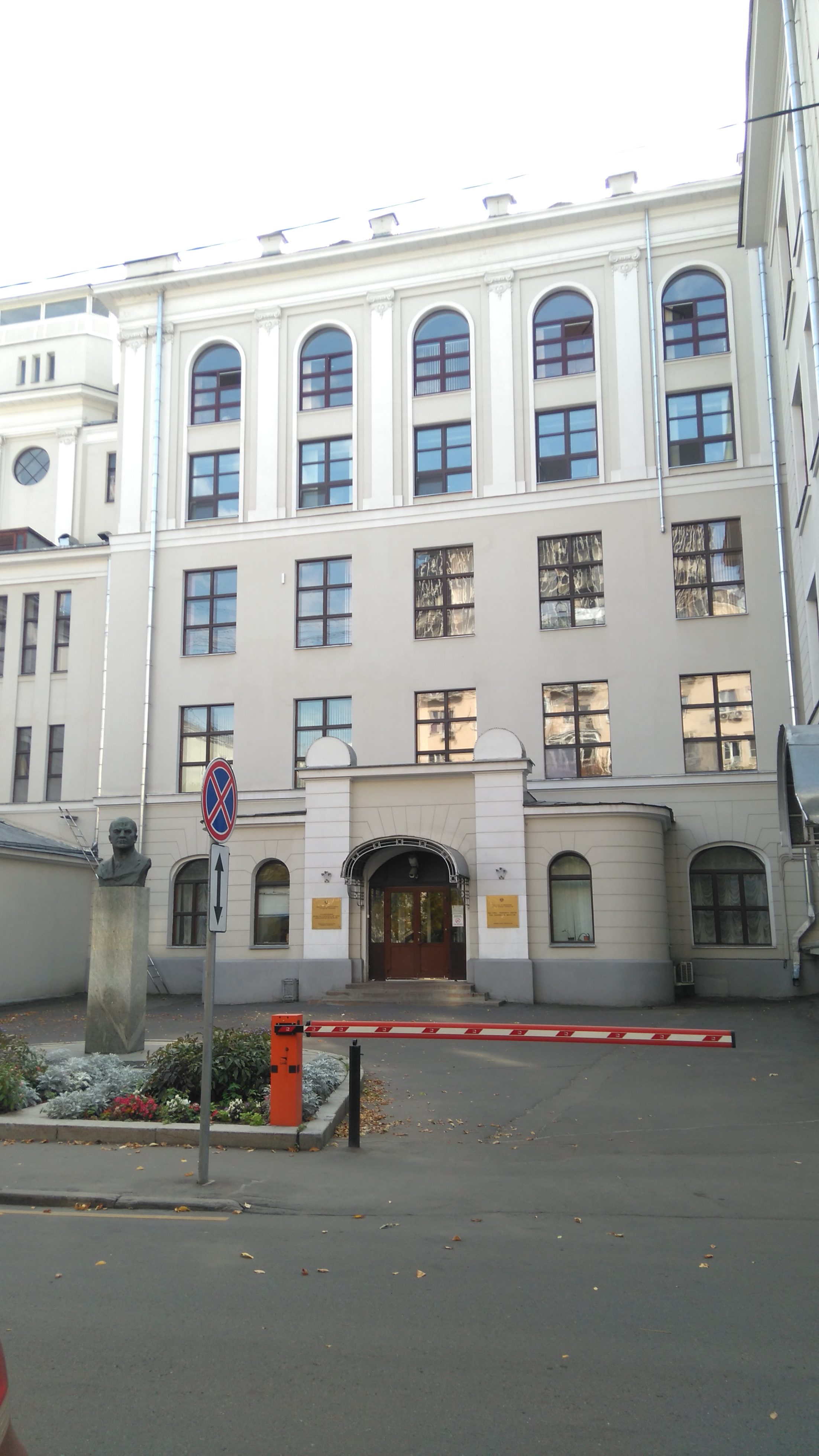
Evangelisch-Lutherische Peter-und-Paul-Jungenschule, Petrowerigski pereulok 6, 8, 10, Gebäude 3, Moskau
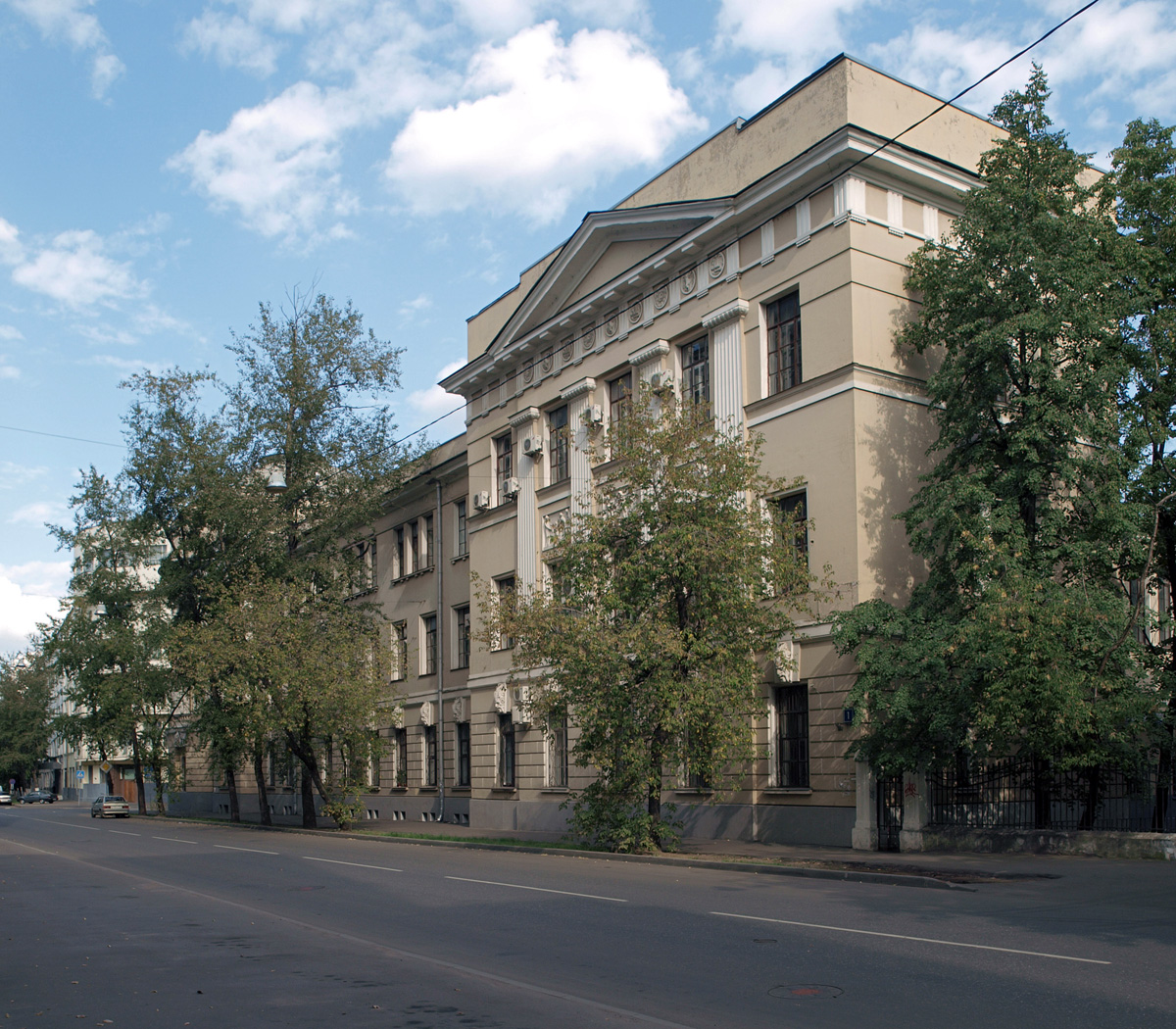
Auditoriumsgebäude für die Moskauer Pädagogik-Kurse für Frauen, Malaja Pirogowskaja uliza 1, Moskau